# 托马斯主义

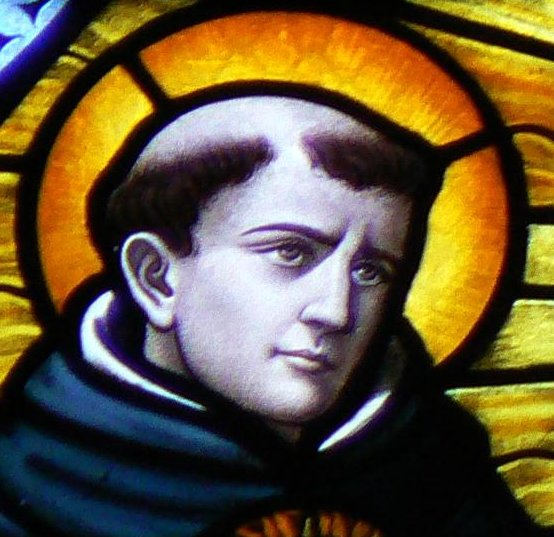
托马斯·阿奎那 (c. 1225年 – 1274年)

托马斯主义（英語：Thomism）是由哲学家、神学家与教會聖師托马斯·阿奎那（1225年 - 1274年）的作品、想法中衍生出来的哲学学派。在哲学领域，他以对亚里士多德提出的争议与作出的评论而闻名。在神学界，他的《神学大全》对中世紀哲學影响巨大，如今仍然被天主教用来作哲学、神学方面的参考。在庇護十世发出的通谕《Doctoris Angelici》中他提醒道，如果人们理解不了托马斯的主要的基础哲学论点的话，将无法理解教会的教导：
圣托马斯主要的基础哲学论点不应该被人们拿作辩论，争论哪个方向更好，而是应该被作为一切自然、神圣的科学的基础。如果这些最为基本的原则有什么瑕疵的话，学习神圣科学的学生肯定无法企及如今他们所达到的高度了，毕竟是教会的裁定者在解读着那些神圣的启示。
第二次梵蒂岡大公會議将托马斯的体系形容为“永远的哲学”。